# Clément (métropolite de Kiev)
Pour les articles homonymes, voir Clément.
Clément (année de naissance inconnue - décédé après 1164) fut métropolite de Kiev sous la juridiction du patriarcat de Constantinople de 1147 à 1159.